# Laichinger Hungerchronik
Die so genannte Laichinger Hungerchronik über die Teuerung und Hungersnot 1816/17 besteht aus 40 handschriftlichen Blättern. Der aus Laichingen stammende Volksschullehrer und spätere Rektor Christian August Schnerring (1870–1951) publizierte sie in den Jahren zwischen 1913 und 1917 mehrfach in volks- und landeskundlichen Zeitschriften. Seinen Angaben zufolge hatte er den Text im Jahr 1898 durch Erbschaft von einem Onkel erhalten. Jahrzehntelang wurden diese Aufzeichnungen in wissenschaftlichen Publikationen als erstrangige Quelle zitiert. Erst am 25. Mai 1987 entlarvte der Münsinger Stadtarchivar Günter Randecker die Laichinger Hungerchronik nach mehrmonatigem Quellenstudium als eine von Schnerring selbst verfasste antijüdische Fälschung.

## Der historische Hintergrund
1816/17 kam es, ausgelöst durch den Ausbruch des Vulkans Tambora in Indonesien, zu einem Jahr ohne Sommer. Die hierdurch verursachten Missernten führten zu einer großen Hungersnot in weiten Teilen Europas. Für die Region um Münsingen ist überliefert, dass zunächst 8.000 und später sogar 12.000 der etwa 18.000 Einwohner hilfsbedürftig, weil nahrungslos waren.
Die angebliche Hungerchronik wurde erstmals 1913 unter dem Titel Handschrift aus Laichingen veröffentlicht. 1917 erschien sie als Handschriftliche Aufzeichnungen eines Älblers über die Teuerung und Hungersnot 1816/17. 1916, genau hundert Jahre nach den historischen Ereignissen, hatte ihr vermeintlicher Entdecker und Bearbeiter Christian Schnerring sie auch als Sonderdruck des Königlich Statistischen Landesamtes veröffentlichen können und berichtet, bei seinen volkskundlichen Studien auf der Alb ungefähr 40 stark vergilbte Blätter entdeckt zu haben:

„Die handschriftlichen Nachrichten sind beweiskräftig, weil sie von Zeitgenossen abgefaßt sind und von Leuten, deren sonstige handschriftliche Angaben jeder kritischen geschichtlichen Untersuchung vollauf standhalten, und sie nennen in speziellen Fällen die Händler und Unterhändler geradezu mit Namen und nennen auch deren Heimatorte.“

## Inhalt und Wirkung der Hungerchronik
Wesentlicher Inhalt dieser „handschriftlichen Aufzeichnungen“ war die Behauptung, dass bestimmte Getreidegroßhändler damals den Bauern deren Korn zunächst fuhrenweise abgekauft und nachher ums Doppelte und Vielfache wieder verkauft haben sollen. Diese Wucherer wurden jeweils als „Abraham“, „der Jud“, „die Juden“ oder „die Kornjuden“ bezeichnet:

„Mai 1816 – Auch viele Händler gehen um von Buttenhausen und der Abraham kauft alles Getreide zusammen. Juni 1816 – Heute sind wieder vier Fuhren für den Abraham fortkommen […] Wäre gescheiter, sie blieben da und der Jud fort […] Oktober 1816 – Kein Brot, das hat der Jud fort.“

Offenbar wurde die Hungerchronik bis Mitte der 1980er-Jahre von keinem Historiker einer kritischen Prüfung unterzogen, wohl aber wiederholt als historisches Dokument für die Hungersnot zitiert. Beispiel hierfür ist eine wissenschaftliche Arbeit aus dem Jahr 1966 für das Deutsche Brotmuseum, eine Quellensammlung aus dem Jahr 1979 über deutsche Auswanderer nach Amerika und eine sozialwissenschaftliche Studie aus dem Jahr 1985 über Hungerkrisen in der historischen Forschung. Allerdings wurde damit nicht unbedingt die antisemitische Grundaussage übernommen; Hans Medick meinte 1985, mit „Kornjuden“ seien seinerzeit allgemein Wucherer bezeichnet worden, nicht nur Juden.

## Nachweis der Fälschung
Erst im Rahmen seiner Nachforschungen zur 650-Jahr-Feier der Stadtrechte von Münsingen wurde der mit einem befristeten Vertrag tätige Stadtarchivar Günter Randecker – aufgrund einer textkritischen Analyse – auf Unstimmigkeiten aufmerksam, die er im Mai 1987 auf einer Pressekonferenz und im März 1988 auf einer wissenschaftlichen Tagung veröffentlichte. So widersprach die 1916 von Christian Schnerring publizierte angebliche Fundgeschichte seinem handschriftlichen Vermerk auf dem Umschlag der 40 Blätter, dem zufolge er sie von seinem Onkel erhielt, der sie wiederum von einem Laichinger Glasermeister namens Peter Bürkle erhalten habe. Ein solcher Glasermeister war im Ort aber nicht nachweisbar.
Auch die in der Handschrift vermerkten Wetterbeobachtungen stimmen mit dem aus verlässlichen Chroniken rekonstruierbaren Geschehen nicht überein. So wurde das Erntefest 1817 beispielsweise auf den 18. August datiert statt korrekt auf den 12. August. Und auch der diesem Tag zugeordnete Psalm war unkorrekt: im Text benannt war der 126. und nicht der 50.
Stadtarchivar Günter Randecker ging auch den behaupteten Getreide-Großkäufen nach und fand in den erhaltenen Steuerunterlagen der Gemeinde Buttenhausen diverse Einträge zu Personen mit dem Vornamen Abraham: Ihre Steuerzahlungen betrugen für 1816/1817 jeweils weniger als einen Gulden. Zum Vergleich: Der christliche Maler Philipp Griesinger zahlte 15 Gulden 50 Kreuzer, andere Handwerker um die 30 Gulden. Randecker schreibt:

„1816/17 waren die Juden von Buttenhausen also arm, rechtschaffen arm, sie trieben, da sie laut Judenschutzbrief von 1787 kein Land besitzen durften, den Wanderhandel, nicht mit Getreide, sondern mit Kurzwaren, Haushaltsgegenständen.“

Erst nach 1848 seien die jüdischen Einwohner von Buttenhausen zu größerem Wohlstand gekommen und hätten dann 70 Prozent der Steuerkraft erbracht.

## Weiterleben in Fernsehsendungen 2017/2018 und in Texten
Ende 2017 zeigten der Sender Arte und im Februar 2018 das SWR-Fernsehen den Film »Der Vulkan, der die Welt veränderte«. Darin ging es um einen Vulkanausbruch in Indonesien im Jahr 1815, dessen Auswurf die Sonne verdunkelte, und um die daraus folgenden Hungerkatastrophen in verschiedenen Regionen weltweit. In dem Film werden mehrere Sequenzen aus der gefälschten »Hungerchronik« zitiert, einschließlich der antisemitischen Erzählung von den reichen jüdischen Kornwucherern. Der Film tat so, als sei der Text nicht bereits vor 30 Jahren als Fälschung entlarvt worden.
Der SWR-Film »Das Jahr ohne Sommer – wie das Cannstatter Volksfest entstand«, der Anfang Oktober 2018 ausgestrahlt wurde, gibt die volksverhetzende Fälschung ebenfalls als eine gültige historische Quelle aus.
Weiterhin wird auch in Büchern die angebliche »Erstveröffentlichung der ›Hungerchronik‹ in den ›Württembergischen Jahrbüchern für Statistik und Landeskunde‹« als „Originaldokument“ herangezogen. »30 Jahre nach meiner Aufdeckung dieser Jahrhundertfälschung, mit der schuldlose Buttenhäuser Juden diffamiert werden (angebliches Zitat: ›zum Flecken hinauspeitschen sollte man die … ‹), ist das unkritische Zitieren der Schnerring-Texte nicht nachvollziehbar und es ist unverantwortlich«, schrieb Randecker am 3. Oktober 2018 in einem Artikel in der Wochenzeitung Kontext  (Beilage der taz) über das »Judenschmäh-Revival«.

## Belege
1. ↑  Bericht der Oberamtsleitung des Wohltätigkeitsvereins Münsingen vom 4. Februar 1817, § 25 (verwahrt im Dekanatsarchiv Münsingen)
2. ↑  Württembergische Jahrbücher für Statistik und Landeskunde, Jahrgang 1916 (Stuttgart 1917), S. 72
3. ↑  Zitiert nach Günter Randecker: Die Laichinger Hungerchronik – ein Lügengewebe. In: Corino, Gefälscht! S. 77.
4. ↑  Zitiert nach Günter Randecker: Die Laichinger Hungerchronik – ein Lügengewebe. In: Corino, Gefälscht! S. 81–83.
5. ↑  zitiert nach Günter Randecker: Die Laichinger Hungerchronik – ein Lügengewebe. In: Corino, Gefälscht! S. 78
6. ↑  Kontext; siehe auch Von wegen Faktencheck, jungle world, 25. Oktober 2018